# Feng Zhe (Turner)
Feng Zhe (chinesisch 馮喆 / 冯喆, Pinyin Féng Zhé; * 19. November 1987 in Sichuan) ist ein chinesischer Geräteturner. Seine bisher größten Erfolge sind die Olympiasiege 2012 am Barren und mit der Mannschaft sowie der Gewinn von drei Weltmeistertiteln in den gleichen Disziplinen. Bei einer Körpergröße von 1,60 Meter liegt sein Wettkampfgewicht bei unter 60 Kilogramm.

## Karriere
Mit dem Turnen begann Feng Zhe ab dem Jahr 1991. Drei Jahre später trainierte er Kunstturnen in Chengdu. 2004 wurde er in die chinesische Turnnationalmannschaft der Senioren berufen.
International trat Feng Zhe erstmals im Oktober 2005 beim DTB-Pokal in Stuttgart in Erscheinung. Dort belegte er am Barren beim Sieg des Slowenen Mitja Petkovšek (9,712 Punkte) mit 9,687 Punkten knapp den zweiten Platz. 2006 gelang Feng im Juli beim Weltcup im heimischen Shanghai mit 16,375 Punkten sein erster Sieg am Barren, der in den folgenden Jahren zu seinem Spezialgerät werden sollte. Bei seiner zweiten Teilnahme am DTB-Pokal im Oktober konnte er nicht an die Leistungen im Vorjahr anknüpfen und verpasste das Gerätefinale am Barren und belegte am Boden einen achten Platz.
2007 wurde zu Fengs bis dahin erfolgreichsten Jahr. Im März holte er bei den Internationaux de France in Paris seinen zweiten Weltcupsieg an seinem Paradegerät und belegte beim kurz darauf folgenden Turnier der Meister in Cottbus mit 15,825 Punkten den zweiten Platz hinter seinem Landsmann Teng Haibin (16,000 Punkte). Im Juli wiederholte Feng in Shanghai seinem Weltcup-Sieg aus dem Vorjahr am Barren, gewann dort auch die Konkurrenz am Sprung und belegte einen zweiten Platz am Boden. Im November beim Grand Prix in Glasgow musste sich Feng am Barren mit 15,800 Punkten wiederum dem früheren Weltmeister Petkovšek (16,250 Punkte) geschlagen geben.
Im Olympiajahr 2008 präsentierte sich Feng stärker als je zuvor. Beim Weltcup in Doha holte er den Sieg am Barren, wobei er mit 16,400 Punkten die bis dahin am höchsten bewertete Übung zeigte. Im Mai gewann er auch den chinesischen Meistertitel am Barren und belegte außerdem im Mehrkampf mit 89,350 Punkten Platz drei hinter Feng Jing (90,300) und Guo Weiyang (89,700). Im Juni gewann er ebenfalls den Weltcup in Barcelona (16,100 Punkte). Dennoch wurde Feng nicht für den chinesischen Kader bei den Olympischen Sommerspielen im heimischen Peking berücksichtigt. Dort gewann in seiner Abwesenheit sein Landsmann Li Xiaopeng am Barren mit 16,450 Punkten. Im November konnte Feng den Weltcup in Stuttgart für sich entscheiden.
2009 nahm Feng erstmals an Weltmeisterschaften teil. Bei den Titelkämpfen in London zog er als Qualifikationsbester (15,950 Punkten) ins Gerätefinale am Barren ein. Dort musste er sich mit einer schlechter bewerteten Übung (15,775 Punkte) seinem Landsmann Wang Guanyin (15,975 Punkte) geschlagen geben und gewann Silber. Im folgenden Jahr gewann Feng bei den chinesischen Frühjahrsmeisterschaften den Mehrkampf- sowie Barrentitel sowie einen dritten Platz am Reck. Bei den folgenden Welttitelkämpfen in Rotterdam wurde Feng erstmals Weltmeister an seinem Spezialgerät vor seinem Mannschaftskollegen Teng Haibin und den japanischen Mehrkampf-Weltmeister Kōhei Uchimura. Hinzu kamen Mannschaftsgold mit der chinesischen Turnriege der Männer und ein siebter Platz am Reck (15,166 Punkte). Zuvor hatte Feng bereits beim Weltcup in Porto die Konkurrenz am Barren und Reck gewinnen können, während er im August bei den chinesischen Meisterschaften aufgrund eines verstauchten Knöchels seinen Mehrkampf-Titel nicht verteidigen konnte und sich den Sieg am Barren mit 15,500 punktgleich mit Wang Guanyin teilte. 2011 konnte Feng nicht an die vorangegangenen internationalen Erfolge anknüpfen, nachdem er im Mai bei den chinesischen Meisterschaften am Barren gesiegt und am Sprung Platz zwei belegt hatte. Bei der WM in Tokio als Qualifikationsbester mit 15,508 Punkten ins Barren-Finale eingezogen, belegte er beim Sieg des US-Amerikaners Danell Leyva (15,633 Punkte) mit 15,200 Punkten nur den siebten Platz. Dennoch konnte er den Erfolg mit der chinesischen Mannschaftsriege wiederholen, die vor Japan und den Vereinigten Staaten siegreich war.
Im Olympiajahr 2012 siegte Feng im April beim Weltcup im heimischen Zibo in seiner Paradedisziplin. Im Mai siegte er bei den chinesischen Meisterschaften am Barren. Daraufhin wurde er erstmals in die chinesische Olympiamannschaft berufen. Bei den Sommerspielen in London im Juli/August avancierte er zum zweiterfolgreichsten männlichen Turner hinter seinem Landsmann Zou Kai (zwei Gold- und eine Bronzemedaille). Gemeinsam mit Zou, Chen Yibing, Guo Weiyang und Zhang Chenglong wurde er Olympiasieger im Mannschaftswettbewerb vor Japan und Großbritannien. Wenige Tage später zog Feng mit 15,633 Punkten hinter den japanischen Brüdern Yūsuke Tanaka (15,866) und Kazuhito Tanaka (15,725) als Drittbester der Qualifikation ins Gerätefinale am Barren ein. Dort gewann er mit 15,966 Punkten seine zweite Goldmedaille vor dem Deutschen Marcel Nguyen (15,800 Punkte) und dem Franzosen Hamilton Sabot (15,566 Punkte).
Feng Zhe ist Student und wird in Peking von Huang Yubin trainiert. Er gehört der Turnmannschaft seiner Heimatprovinz Sichuan an.